# Anton Augustin von Aichen
Anton Augustin von Aichen (* 30. August 1701; † 13. Juni 1777) war ein österreichischer Adeliger, Verordneter des niederösterreichischen Ritterstandes und wirklicher Landrat.

## Leben
Anton Augustin war der Sohn von Franz Karl von Aichen († 1705) und Maria Katharina von Reutter. Anton war in jüngeren Jahren niederösterreichischer Landrechts Beysitzer und kaiserlich-königlicher Truchseß. 1728 wurde er Raitherr der Niederösterreichischen Landschaft, bald darauf Raitmarschall. Von 1735 bis 1741 war er Verordneter des Ritterstandes, 1772 wurde er wirklicher niederösterreichischer Landrath und war zuletzt ältester Landrat. Anton Augustin war Herr des Guts Neuwaldegg.
Anton Augustin von Aichen ehelichte 1731 Josepha Antonia Edle von Mensshengen/Menßhengen († 8. Mai 1779). Das Paar hatte zwölf Kinder, darunter
- Franz de Paula Joachim Claudius († 1789), kaiserlich-königlicher Truchseß und niederösterreichischer Landrat
- Ignaz Antonius Vitus, kaiserlich-königlicher Hauptmann
- Joseph von Aichen (1745–1818), Diplomat und Jurist, seit 1816 Freiherr.